# 79896 Billhaley
79896 Billhaley è un asteroide della fascia principale. Scoperto nel 1999, presenta un'orbita caratterizzata da un semiasse maggiore pari a 2,6794762 UA e da un'eccentricità di 0,1211816, inclinata di 11,88152° rispetto all'eclittica.
L'asteroide è dedicato al cantante statunitense Bill Haley.